# Areolatae
Als Areolatae wurde eine von Redtenbacher 1906 errichtete, ehemalige Teilordnung innerhalb der Ordnung der Gespenstschrecken (Phasmatodea) bezeichnet. Ihre Vertreter zeichnen sich durch das Vorhandensein der Area apicalis aus, einer dreieckigen Vertiefung, die sich an den distalen Innenseiten der Mittel- und Hinterschienen (Tibien) befindet, welche bei der Schwestergruppe den Anareolatae nicht vorhandenen ist. Eine Ecke des Dreiecks ist dabei jeweils nach proximal gerichtet. Die beiden anderen Eckpunkte, deren Verbindung der hier meist gleichschenkligen Dreiecke die Grundseite bildet, sind zum Tibiaende, also in Richtung der Tarsen und damit nach distal gerichtet. Bei der Unterteilung der heutigen Euphasmatodea in diese beiden Teilordnungen wurde davon ausgegangen, dass es sich bei dem für die Areolatae typischen dreieckigen Eindruck um ein ursprüngliches Merkmal handelt. Da dies nicht der Fall ist und die Anareolatae somit nicht abgeleitete Areolatae sind, gilt diese Einteilung als hinfällig und die beiden Teilordnungen werden als Synonyme zu Phasmatodea angesehen. Den Areolatae wurden die Überfamilien Aschiphasmatoidea, Bacilloidea, Phyllioidea und Pseudophasmatoidea zugeordnet.